# Артродіри
Артродіри (лат. Arthrodira, від лат. arthro — зчленовується + лат. deire — шия), членистошейні — ряд вимерлих риб класу Панцирні риби (Placodermi).

## Опис
Відомі з верхнього силуру по верхній девону. На рубежі девонського і кам'яновугільного періодів відбулося їх масове вимирання. Повна довжина цих риб невідома, так як знайдені лише фрагменти екзоскелету голови, плечового пояса й хребта. Наводиться лише гадана довжина цих риб, розрахована (виходячи з розміру їх голови) за пропорціями сучасних риб.
Артродіри в більшості своїй хижаки-іхтіофаги і (особливо великі види, що мали потужні щелепи з величезною силою стиснення), за винятком титаніхтиса, який був планктофагом — його щелепи були досить слабо розвиненими. Особливістю будови черепа багатьох артродір було те, що верхня частина голови могла відкриватися під прямим кутом до нижньої щелепи на зразок кусачок, що швидше за все давало їм можливість відкривати рот з великою швидкістю, тим самим створюючи область розрідження (низького тиску) в ротовій порожнині. В результаті чого створювався потік води, всмоктуючий харчовий об'єкт (жертву) прямо в пащу, що говорить про те, що вони скоріше були засадними хижаками, ніж активними пелагічними переслідувачами.
Екзоскелет голови і плечового пояса складався з парних і непарних пластин, зрощених одна з одною. Кожен із рядів артродір мав свої характерні риси будови, властиві певному  геологічному періоду. Так, більш архаїчні з артродір — арктолепітиди були поширені в  верхньому силурі —  нижньому девоні. Для середнього девону характерні представники ряду Coccosteiformes, у яких спостерігається більш прогресивна будова панцира (збільшується висота тіла, щелепи стають більш сильними). Для верхнього девону звичайні пахіостеїди.

## Класифікація
Ряд ARTHRODIRA
- Клада Aspinothoracidi
  - Надродина Dinichthyloidea
    - Родина Dinichthyidae
    - Родина Trematosteidae
    - Родина Rachiosteidae
    - Родина Hadrosteidae
    - Родина Titanichthyidae
    - Родина Bungartiidae
    - Родина Selenosteidae
    - Родина Mylostomatidae
- Інфраряд  Actinolepina
  - РодинаActinolepidae
- Підряд Phlyctaenioidei
  - РодинаHolonematidae
  - Інфраряд Phlyctaeniina
    - Родина Groenlandaspididae
    - Родина Phlyctaeniidae
- Підряд Brachythoraci
  - Родина  Heterosteidae
  - Інфраряд Coccosteina
    - Надродина Buchanosteoidea
      - Родина Buchanosteidae

    - Надродина Gemuendenaspoidea
      - Родина Gemuendenaspidae

    - Надродина Homosteoidea
      - Родина Homosteiidae

    - Надродина Brachydeiroidea
      - Родина Brachydeiridae

    - Надродина Coccosteoidea
      - Родина Pholidosteidae
      - Родина Coccosteidae
      - Родина Plourdostenidae
      - Родина Torosteidae
      - Родина Incisoscutidae
      - Родина Camuropiscidae

    - Родина Dunkleosteidae

### Родиincertae sedis
- Antarctolepis
- Aspidichthys  — включає Anomalichthys, Aspidophorus
- Atlantidosteus
- Callognathus
- Carolowilhelmina
- Copanognathus
- Glyptaspis
- Golshanichthys
- Grazosteus
- Hollardosteus
- Laurentaspis
- Machaerognathus
- Murmur —  Euptychaspis, Ptychaspis
- Overtonaspis
- Phylactaenium
- Prescottaspis
- Qataraspis
- Taemasosteus
- Taunaspis
- Timanosteus
- Trachosteus
- Wheathillaspis

## Види
- Incisoscutum ritchiei — древня риба з родини Incisoscutidae. Рештки риби зберігаються в лондонському Музеї природної історії. У 2009 році палеонтологи всередині риби виявили ембріон.[2]

## Ресурси Інтернету
- Вікісховище має мультимедійні дані за темою: Артродіри
- Підклас артродіри[недоступне посилання з лютого 2019]
- https://web.archive.org/web/20060101004255/http://www.palaeos.com/Vertebrates/Units/Unit060/060.100.html